# Janusz Warakomski
Janusz Piotr Warakomski (ur. 1 września 1955 w Warszawie) – polski prawnik, urzędnik państwowy i samorządowiec, radny Warszawy, wiceburmistrz Woli, Bielan (2001–2006), burmistrz Żoliborza (2006–2010), a od 2010 do 2015 wiceburmistrz Ursusa.

## Życiorys
Ukończył studia prawnicze na Uniwersytecie Warszawskim, po których podjął pracę w Ministerstwie Administracji, Gospodarki Terenowej i Ochrony Środowiska (do 1981), Instytucie Kształtowania Środowiska (1981–1986) oraz Gospodarki Przestrzennej i Komunalnej (1986–1989).
Po przełomie 1989 zatrudniony w Urzędzie Rady Ministrów (do czasu jego likwidacji), następnie w Ministerstwie Spraw Wewnętrznych oraz Ministerstwie Rolnictwa i Gospodarki Żywnościowej. W 1994 został wybrany na radnego Warszawy z ramienia ugrupowań prawicowych, reelekcję uzyskał w 1998 jako przedstawiciel AWS. Pełnił obowiązki wiceburmistrza Woli i Bielan. W latach 2006–2010 był burmistrzem Żoliborza z rekomendacji Platformy Obywatelskiej. Następnie został zastępcą burmistrza Ursusa (do 2015).
W 2014, za wybitne zasługi w działalności publicznej, za umacnianie praworządności oraz wkład w unowocześnianie administracji i rozwój samorządu w Polsce, został odznaczony Krzyżem Kawalerskim Orderu Odrodzenia Polski. W 2015 został odznaczony Odznaką Honorową za Zasługi dla Samorządu Terytorialnego.